# البقرة الأرجوانية: حول عملك من خلال أن تكون رائعا
البقرة الأرجوانية: حول عملك من خلال أن تكون رائعًا، أصدر هذا الكتاب منذ عام 2003 من تأليف سيث جودين . الكتاب يقدم اعتقاد جودين الشخصي بأن الإعلان الإبداعي أقل فعالية اليوم بسبب تجنب الإعلانات والفوضى.الكتاب يدافع عن أن الشركات تنتج منتجات رائعة وتستهدف الأشخاص الذين من المحتمل أن ينشروا الكلام الشفهي عن المنتج. الولايات المتحدة الأمريكية قالت اليوم إنها «تذكر رجال الأعمال بالطريق المجرب والصحيح للنجاح: لصنع منتجًا رائعًا».

## تحليل
الكتاب يتكون من عدة مفاهيم تتخللها أمثله عامة. تبدأ الحجة بافتراض أن الإعلان أقل فعالية مما كان عليه، والطريقة الوحيدة في جذب الانتباه في السوق ليست فقط بالتسويق للمنتج بطريقة رائعة، ولكن أيضًاالحصول على منتج رائع في السوق . جودين يقدم أمثلة للمنتجات وبرامج التسويق التي كانت رائعة، لكن يشير إلى أنه لا فائدة من نسخها مباشرة. يقول، «اليوم، الطريقة المؤكدة الوحيدة للفشل هي أن تكون مملًا. فرصتك الوحيدة للنجاح هي أن تكون رائعًا.» 
تم انهاء الكتاب بقائمة تحقق من عشر نقاط توضح كيفية إنشاء منتج رائع.

## نقد
تم انتقاد الافتراض الأساسي للكتاب بأن الإعلان معطل لأنه تناقض مع البحث.

## التسويق والمبيعات
تم تسويق البقرة الإرجوانية ذاته من خلال بعض التقنيات التي وصفها جودين في كتابه. النسخة الأولى جاءت المنشورة ذاتيًا معبأة في علبة حليب وتم بيعها مقابل رسوم الشحن والاستلام فقط. الغلاف أبيض وأرجواني، والكلمات مطبوعة بصورة جانبية. في العامين الأولين من إصدار الكتاب، باع الكتاب أعلى من 150000 نسخة على مدار 23 مطبوعة.